# 金大竜
金 大竜（ハングル:김대룡、キム・テリョン、1980年− ）は、日本の教育者。元大阪市小学校教員。教育サークル「教育会」代表。在日韓国人3世。

## 来歴
子育て・教育に関する講演やセミナーを開催し、教育委員会主催の講演会も多数務めている。その傍ら、10冊以上の教育書を執筆。また共著や教育雑誌の連載も多数執筆している。
2017年にはデジタル版朝日新聞の「花まる先生」において、その教育理念や実践を紹介されている。授業公開の際は、定員を越える参観者が来校したり、授業風景を収めたDVDが大阪市内の公立小学校に配布されたりと、深くて温かい児童理解と共に、授業力も高く評価されている。2018年には「明日の教室DVDシリーズ」第57弾として講演の様子を収録したDVDが発売された。
現在は、18年間務めた公立小学校教員を退職し、主に子育て・教育に関する講演家、セミナー教師、カウンセラーをしている。全国の子どもたちを対象としたオンラインスクールで活動しながら、自身の子育てにも奮闘中。

## 著書
- 子どもたちをどう理解するか。ー教師も楽になる新しい見方　東洋館出版（2020/5/18）
- 言葉で紡ぐ12か月の学級づくり「学級通信」にのせたい子どもの心を揺さぶるメッセージ　明治図書出版（2020/2/20）
- 子どもが教えてくれたクラスがうまくいく魔法の習慣　学陽書房 (2013/2/18）
- 金大竜―エピソードで語る教師力の極　明治図書出版(2013/5/24)
- ハッピー先生のとっておき授業レシピ　明治図書出版(2013/8/29)
- 新任3年目までに身につけたいクラスを動かす指導の技術!　学陽書房 (2014/3/14)
- 日本一ハッピーなクラスのつくり方　明治図書出版(2012/4/26)
- ハッピー教育入門 主体性&協働力を伸ばす秘訣 (THE教師力ハンドブック)　明治図書出版(2016/1/28)
- 「気になる子」「苦しんでいる子」の育て方: 一人ひとりの凸凹に寄り添う　小学館 (2016/2/29)
- ワクワクを生み出す! あたらしい教室のはじめかた　学陽書房 (2018/2/17）

## 共編著
- 最強の4人に学ぶ 愉快・痛快・おもしろい! 子どもと先生が心底笑えるクラスづくり (日本一元気が出ちゃうLIVE)　明治図書出版 (2014/1/6)
- 最強の4人に学ぶ　快活・元気・ハツラツと！ 子どもと先生が心底幸せなクラスづくり (日本一元気が出ちゃうLIVE) 　明治図書出版 (2015/6/11)
- 失敗を失敗で終わらせない 金流 発想の転換術40　日本標準 (2016/3/25)
- アクティブ・ラーニング時代の教師像: 「さきがけ」と「しんがり」の教育論 (教育単行本)　小学館 (2016/3/25)